# Darnley (Île-du-Prince-Édouard)
Pour les articles homonymes, voir Darnley (homonymie).
Darnley est une communauté dans le comté de Prince de l'Île-du-Prince-Édouard, au nord de Kensington.